# بیگ‌نظر
بیگ نظر، روستایی است از توابع بخش مرکزی شهرستان قوچان در استان خراسان رضوی ایران.

## جمعیت
این روستا در دهستان دوغائی قرار داشته و بر اساس سرشماری سال ۱۳٩۵ جمعیت آن ٨٩٠ نفر (٢٨٢ خانوار)
بوده است.